# Castelul Borač

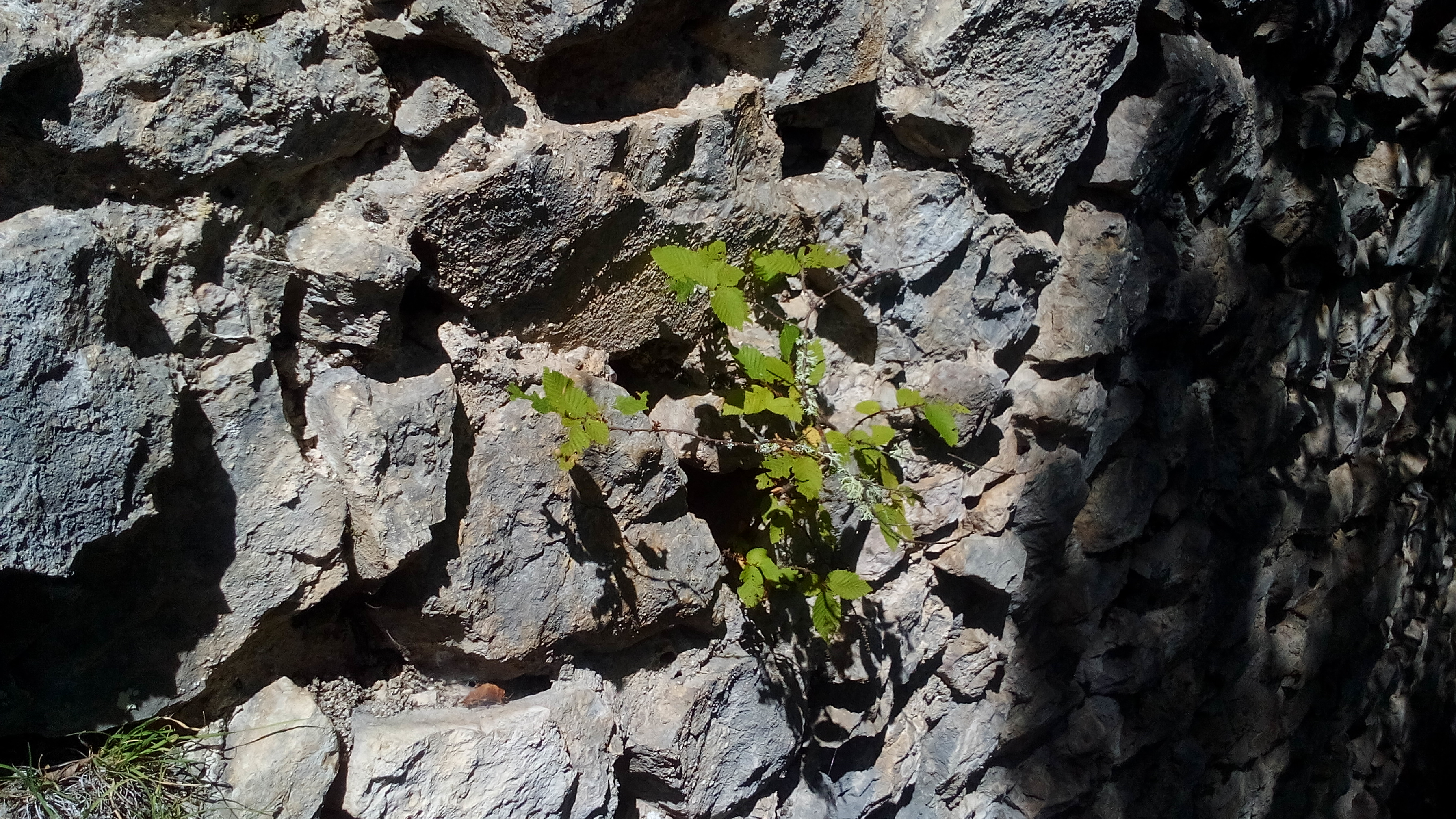
Valul din Borač, monument național al Bosniei și Herțegovinei

Castelul Borač (sârbă Борач) a fost o curte nobiliară și unul dintre cele mai mari și mai importante orașe fortificate din Bosnia medievală. Este situat pe vârful unor pante accidentate, deasupra canionului râului Prača, între Mesić și Brčigovo, în apropiere de Rogatica de astăzi, în Bosnia și Herțegovina. Castelul fortificat a fost reședința familiei nobiliare Pavlović.

## Structura veche și cea nouă
Familia a provenit și a domnit în Borač. Este primul dintre cele două castele aflate în posesia lor, pe care familia le-a folosit ca reședință. Cele două castele au fost construite pe parcursul mai multor decenii la câțiva kilometri unul de celălalt, al doilea fiind Pavlovac, numit uneori Noul Borač sau Orașul Nou.

### Pavlovac
Noul castel sau Orașul Nou sau Noul Borač se numește de fapt Pavlovac și este considerat a fi o structură nouă, cunoscută și sub numele de Novi (română Nou) sau Novi Grad (română Orașul Nou), situat pe vârful unor pante abrupte deasupra canionului râului Prača, în apropierea satului Prača de astăzi, în Bosnia și Herțegovina. Există probleme în datarea corectă a construcției sale, dar unele documente medievale sugerează anul 1392, sau sfârșitul secolului al XIV-lea, ca perioadă a construcției sale, în timpul în care familia era condusă de către Radislav Pavlović.

### Vechiul Borač
Totuși, istoricii sunt siguri că a existat o altă fortăreață Radinović-Pavlović, un Borač original și mai vechi decât castelul Borač descris în mod obișnuit, construită în secolul al XIII-lea, în jurul anului 1244, și situată la doar câțiva kilometri în aval de râul Prača de Orașul Nou, în apropierea locului în care se află actualul sat Borač.

## Galerie

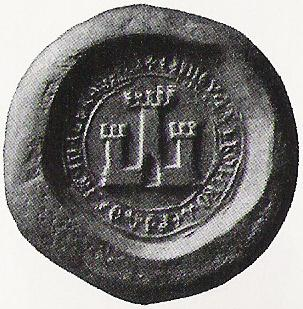
Sigiliul lui Radoslav Pavlović, capul familiei nobiliare medievale bosniace Radinović-Pavlović, cu reprezentarea curții lor, a castelului Borač sau Pavlovac.
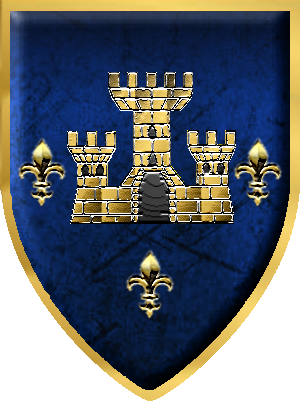
Castelul Borač sau Pavlovac pe blazonul familiei Radinović-Pavlović.